# Respect
RESPECT, a.s. je česká společnost působící na pojistném trhu jako pojišťovací makléř se zaměřením na pojištění průmyslových a podnikatelských rizik; je členem Asociace českých pojišťovacích makléřů (AČPM) . RESPECT, a.s. je součástí skupiny RESPECT Group, která je největším česko-slovenským pojišťovacím makléřem s vybudovanou sítí 41 obchodních zastoupení a 260 odbornými pojišťovacími specialisty a likvidátory .
Jako exkluzivní člen světové sítě pojišťovacích makléřů UNiBA  dokáže RESPECT Group prostřednictvím této instituce poskytnout své služby na území celého světa.

## Historie
Společnost RESPECT založili Ing. Zdeněk Reibl a Ing. Tomáš Urban, kteří se v roce 1993 pracovně setkali v britské pojišťovací makléřské společnosti Minet a po úspěšně zakončené práci na společném projektu se rozhodli vybudovat si vlastní společnost. Název RESPECT je složen z počátečních písmen jednotlivých slov, která vyjadřují formu a poslání, které se rozhodli pro své klienty uskutečňovat: Riziko Eliminujeme Systematicky, Preventivně, Ekonomicky, Cílevědomě a Takticky. 
Nová společnost byla do obchodního rejstříku zapsána dne 9.8.1993 jako Respect, spol. s.r.o. a v roce 1997 se transformovala na akciovou společnost.

## Zajímavosti
Kromě standardního rozsahu služeb poskytovaných velkými pojišťovacími makléři  – audit a komplexní správa pojistného programu včetně likvidací pojistných událostí – pořádá RESPECT několikrát do roka v rámci vzdělávacího programu pro klienty pod názvem RESPECT ACADEMY  odborné vzdělávací semináře na aktuální témata. Exkluzivní službou klientům je také možnost využívání internetové aplikace ONLINE.RESPECT, prostřednictvím které mají klienti nonstop k dispozici přehled o stavu svých pojistných smluv a pojistných událostí a další důležité informace.

## Společenská zodpovědnost
RESPECT se zapojuje také do pomoci druhým, a to formou podpory některých akcí zaměřených na rozvoj sportovních aktivit dětí a mládeže, při pořádání regionálních kulturních a společenských akcí, v oblasti vzdělávání a oblasti zdravotní péče a pomoci handicapovaným lidem. Hlavním charitativním projektem zaměstnanců RESPECTu je od roku 2009 pomoc handicapovaným dětem z dětské léčebny Vesna, která je součástí Státních léčebných lázní Janské lázně, s.p.